# طريق E 30 (الإمارات العربية المتحدة)
طريق E 30 في الإمارات العربية المتحدة هو أحد الطرق الرئيسية في الإمارات . يربط الطريق بين مدينة أبوظبي والعين. غالبًا ما يُطلق عليه طريق أبوظبي - العين للشاحنات، وهو موازي تقريبًا لطريق E 22.

## الاستخدام
نظرًا لأن الغرض منه هو أن يكون طريقًا للشاحنات،  فهو يخدم الشاحنات في الغالب، وبالتالي فإن الحد الأدنى للسرعة فيه هو 80 كم / ساعة  (على عكس الطرق السريعة الأخرى، بما في ذلك E 22، بحد أقصى للسرعة يبلغ 160 كم / ساعة  ). ومع ذلك، لا يتم تطبيق حد السرعة بشكل صارم. 29٪ من المركبات التي تستخدم الطريق E 30 هي مركبات خفيفة الوزن، والتي تمثل 73٪ (43) من 59 حادثًا من 2014 إلى 2017.
يعتبر طريق E 30 هو الرابط الرئيسي للشاحنات التي تنقل البضائع من غرب الإمارات العربية المتحدة (أي أبو ظبي) إلى حدود سلطنة عمان، حيث يندمج الطرق E 30 مع الطرق E 40 في غرب العين، على بعد 42 كم من الحدود بين الإمارات العربية المتحدة وسلطنة عمان.

## الحوادث
الحوادث شائعة نسبيًا في E 30، حيث تم الإبلاغ عن 1065 إصابة ووفاة من 2009 إلى 2013. تميل الحوادث أيضًا إلى أن تكون أكثر حدة في E 30، بمتوسط معدل خطورة يبلغ 34، أعلى بنسبة 21٪ من المتوسط في الإمارات العربية المتحدة (28).
من أشهر الحوادث التي تعرضت لها الطريق السريع، وقعت في 4 فبراير 2013، حيث قتل 24 عاملاً وأصيب 24 في تصادم بين حافلة وقطار بالقرب من قصر الروضة على بعد 35 كيلومترًا من العين. تمت مقارنة الطريق بلعبة الروليت الروسية، وهو مصطلح يستخدم مجازيًا لوصف لعبة حظ خطيرة للغاية.